# St. Johannes der Täufer (Rohrbach)

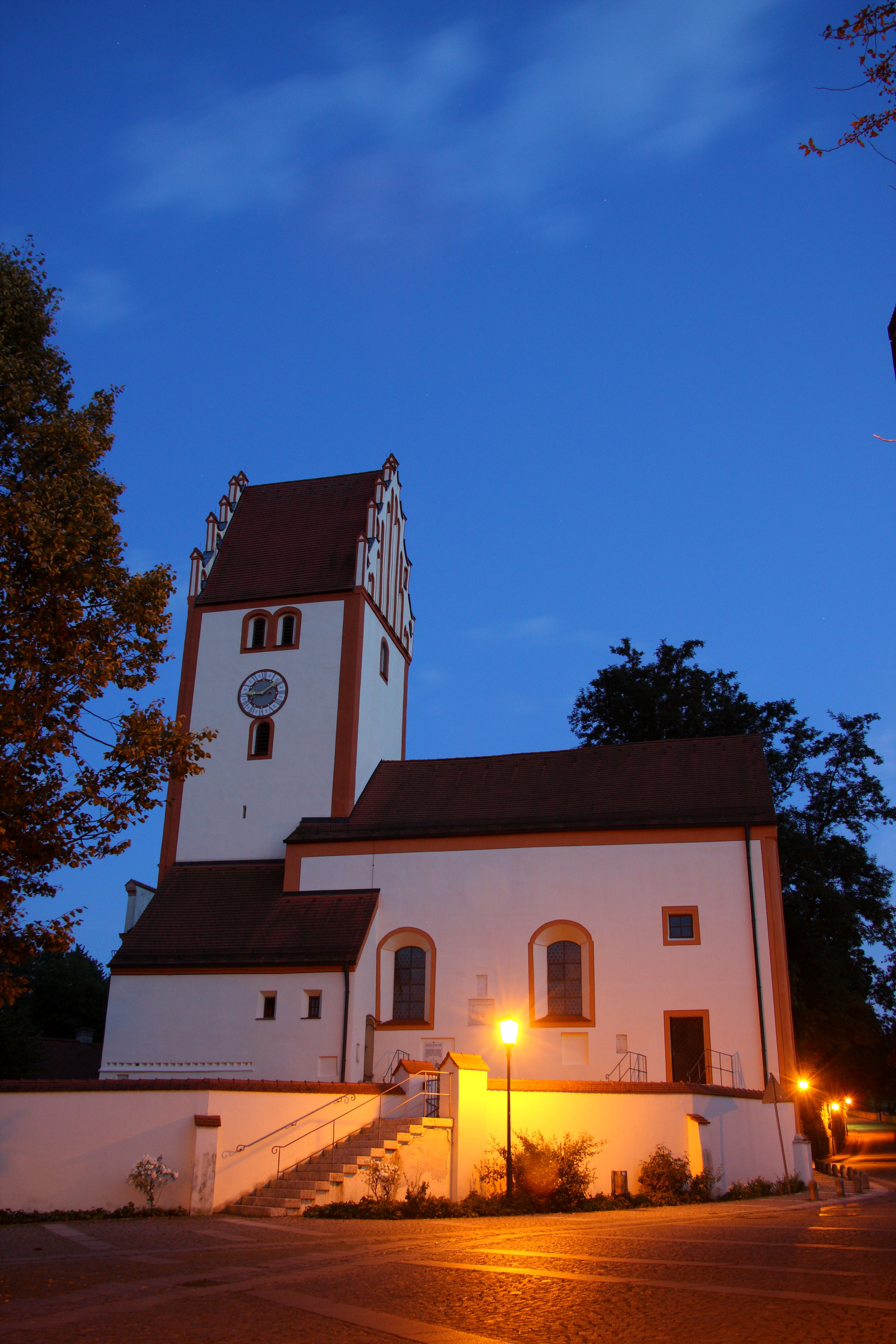
Kirche St. Johannes der Täufer

Die ehemalige katholische Pfarrkirche St. Johannes der Täufer (auch St. Johannes Baptist) in Rohrbach in der Hallertau entstand im 15. Jahrhundert an der Stelle eines gotischen Vorgängerbaus. Sie liegt westlich des Schlosses Rohrbach und ist von einer Friedhofsmauer aus dem 17./18. Jahrhundert umgeben.

## Beschreibung
Die im Kern romanische Kirche ist ein verputzter Satteldachbau mit Kreuzgratgewölbe im Altarraum. Der gotische Chorturm ist mit einem Fries verziert und der Turmgiebel mit Bogenblenden und Aufsätzen gegliedert. Die Langhausflachdecke mit Rahmenstuck stammt, wie der Hauptaltar, aus der Zeit um 1730. Die Seitenaltäre wurden im 19. Jahrhundert geschaffen.
Im Altarraum befinden sich ein Epitaph aus Kalkstein mit Kreuzgruppe und Wappen der Herren von Rohrbach aus der Zeit um 1530. Weitere Wappensteine aus dem 16./17. Jahrhundert befinden sich hinter dem Altar. Einzelne wertvolle Skulpturen wurden 1961 in die von Alexander von Branca geschaffene neue Pfarrkirche Verklärung Christi verbracht. Die Orgel hat sechs Register, stammt aus dem Jahr 1904 und wurde von Willibald Siemann erbaut. Die Kirche ist ein geschütztes Baudenkmal.